# Sacher Film
Pour les articles homonymes, voir Sacher.
Sacher Film est une société de production cinématographique italienne fondée par Nanni Moretti et Angelo Barbagallo le 22 octobre 1986. 
Le nom de la société de production, comme ceux du prix (Premio Sacher, 1989), de la salle de cinéma (Nuovo Sacher, 1991), du festival du court métrage (Sacher Festival, 1996) et de la société de distribution (Sacher Distribuzione, 1997) qui lui font suite, est inspiré par la Sachertorte, pâtisserie au chocolat citée par le cinéaste dans Bianca.

## Films produits
- Le Caïman (Il caimano)
- La Chambre du fils
- Nuit italienne
- Domani, domani